# النتون، فلوریدا
النتون (به انگلیسی: Ellenton) یک منطقهٔ مسکونی در ایالات متحده آمریکا است که در شهرستان ماناته، فلوریدا واقع شده‌است. النتون ۱۲٫۵ کیلومتر مربع مساحت و ۳٬۱۴۲ نفر جمعیت دارد و ۳ متر بالاتر از سطح دریا قرار دارد.